# Bisselgestell

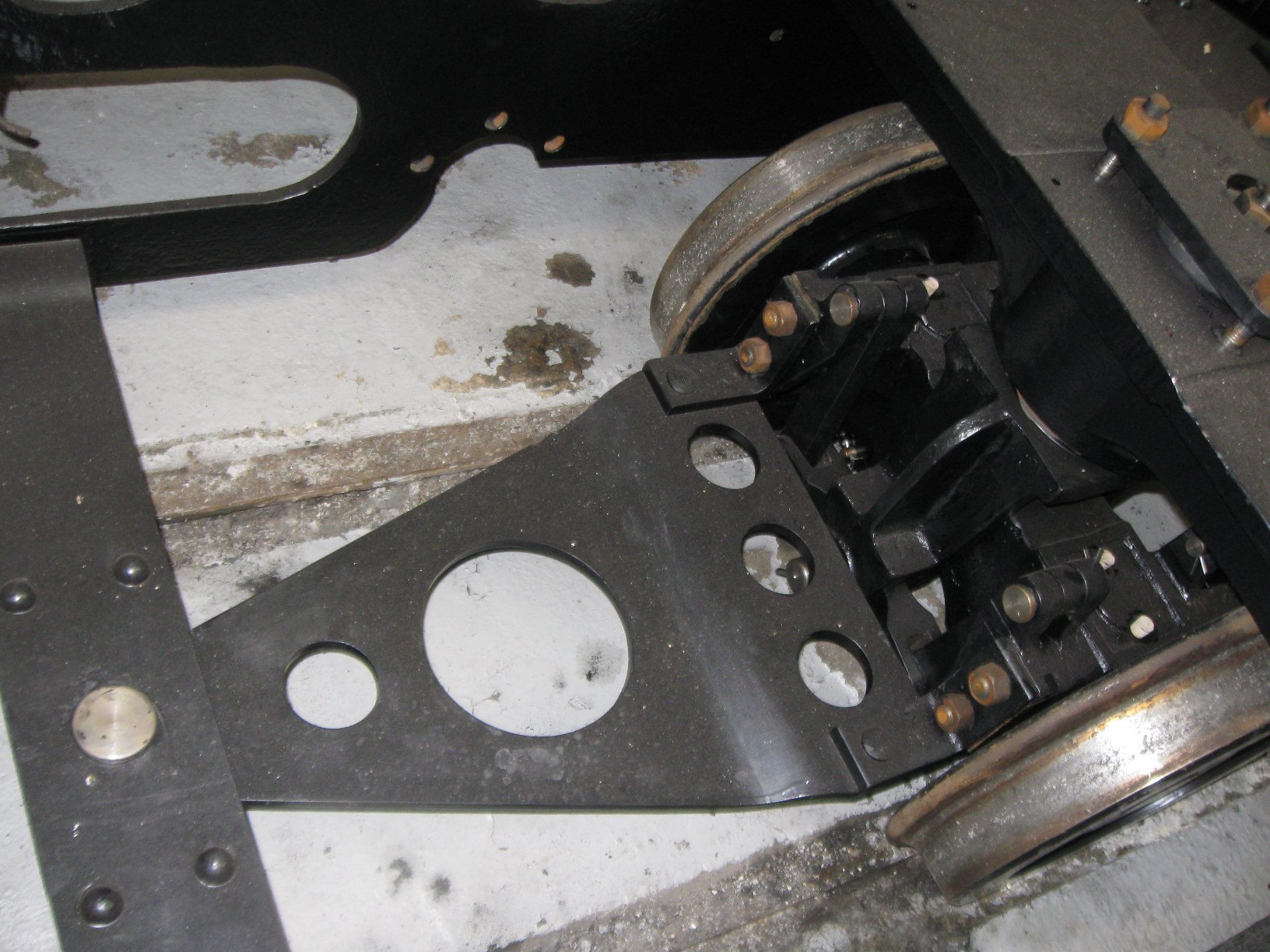
Hinteres Bisselgestell der Schmalspur-Lokomotive Russell

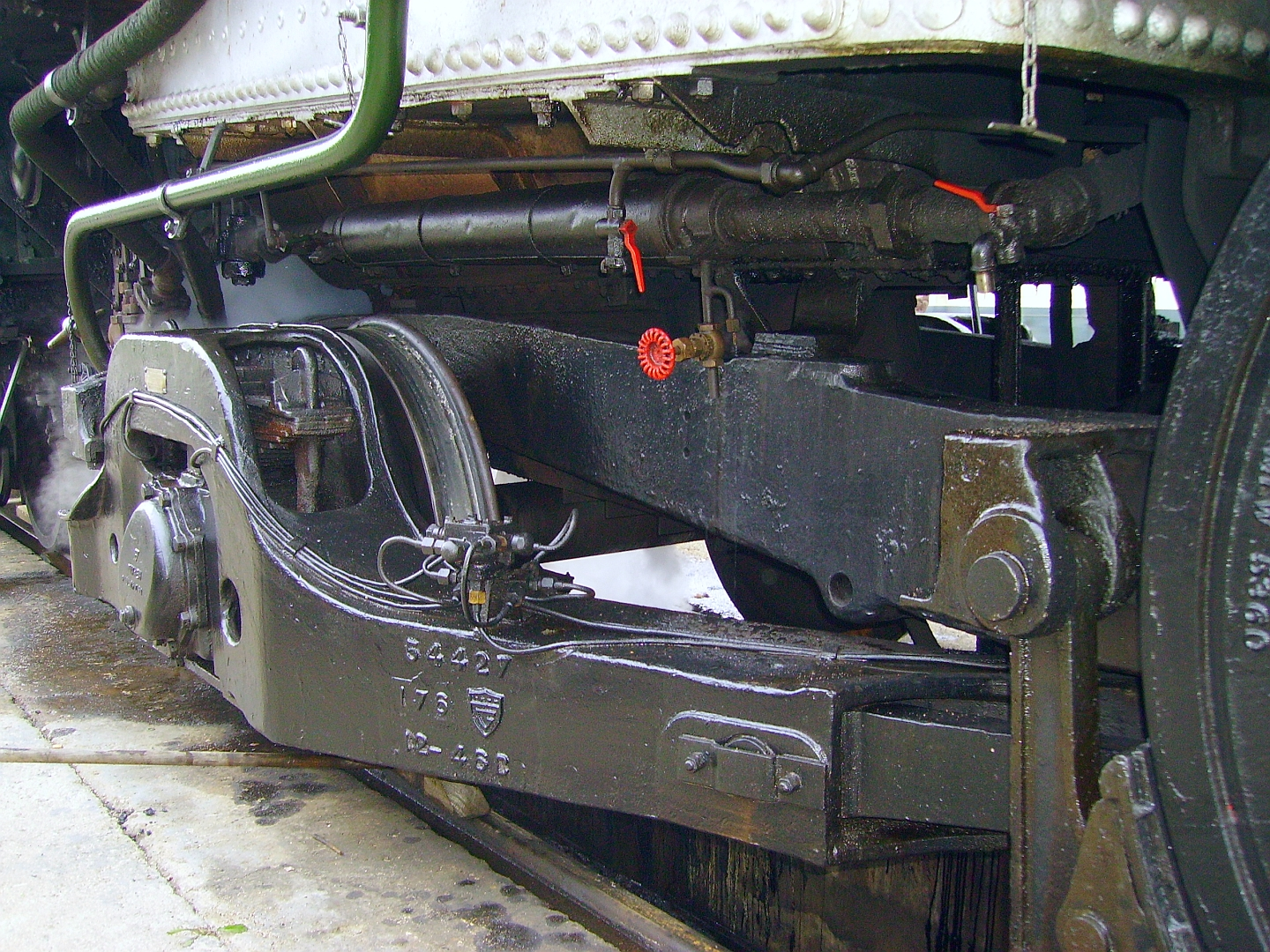
Delta-Schleppgestell der Lokomotive SNCF 141 R 1199

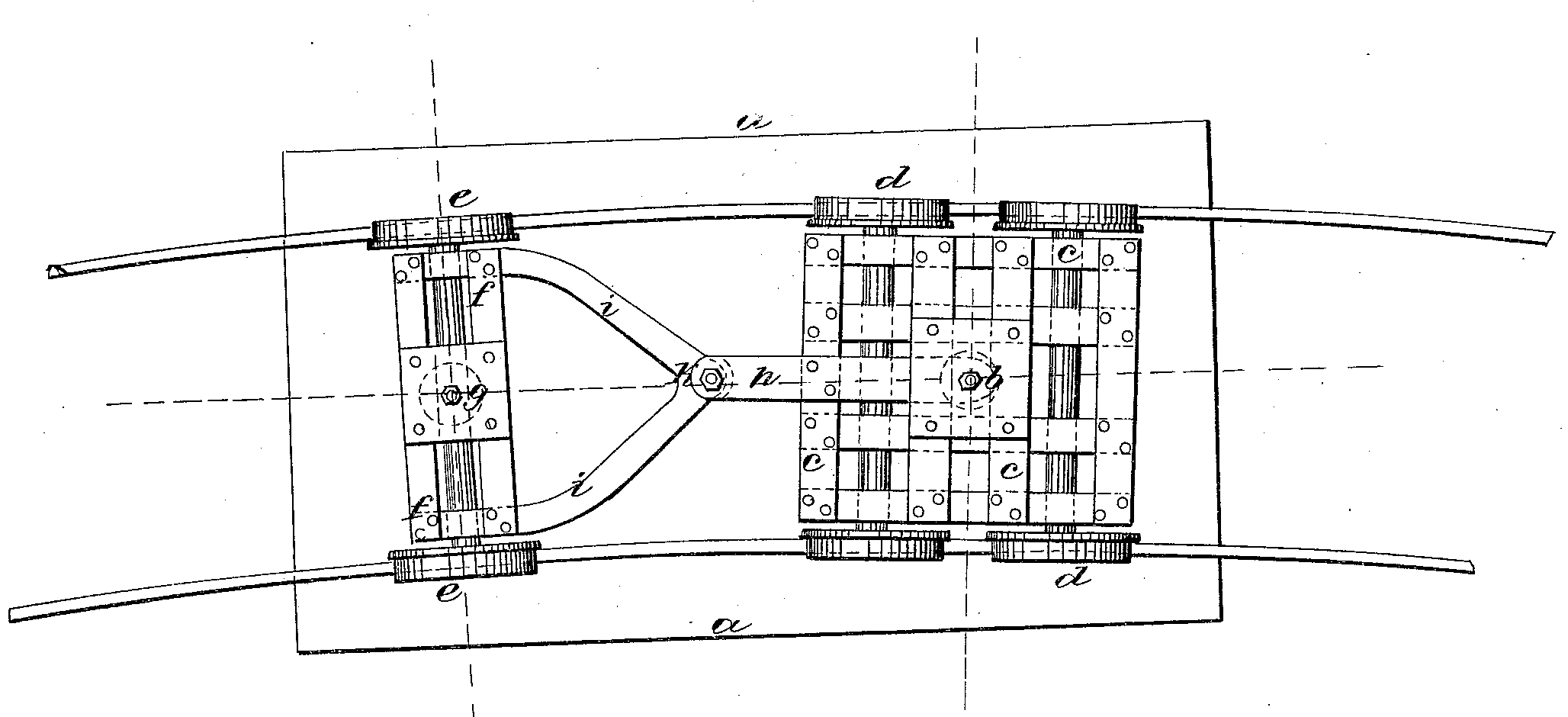
Zeichnung aus Patent US62727

Das nach Levi Bissell benannte Bisselgestell ist eine recht einfache und häufig verwendete Variante, einen Laufradsatz – Bisselachse – zumeist einer Dampflokomotive kurvenbeweglich zu lagern. Levi Bissell erhielt im Jahre 1867 ein Patent auf seine Erfindung.

## Beschreibung
Beim Bisselgestell wird ein Hilfsrahmen mit einer Achse verwendet, dessen Drehzapfen entlang der Längsachse des Fahrzeugs verschoben ist. Daher kann sich der Radsatz nicht nur um die Hochachse drehen, sondern wird analog dazu auch radial zur Seite ausgeschwenkt, was bei Dampflokomotiven nötig ist, da die Position auf dem Gleis hier bereits durch die Treib- und Kuppelradsätze vorgegeben ist. Um das Bisselgestell an der Fahrzeugführung zu beteiligen, ist eine Rückstellfeder oder ein Gegenlenker eingebaut.
Auch einige ältere Elektrolokomotiven, beispielsweise die schweizerischen SBB Ae 4/7, die deutsche DR-Baureihe E 95, wiesen Bisselgestelle auf, wenn die Treibachsen im Hauptrahmen und nicht in Drehgestellen angeordnet waren. Bei der Diesellokomotive V 140 001 wurde ebenfalls ein Bisselgestell verwendet.
Eine Sonderform mit Außenrahmen ist das Delta-Schleppgestell, das insbesondere als Nachlaufgestell von Dampflokomotiven mit Schlepptender verwendet wurde.